# Grezzago

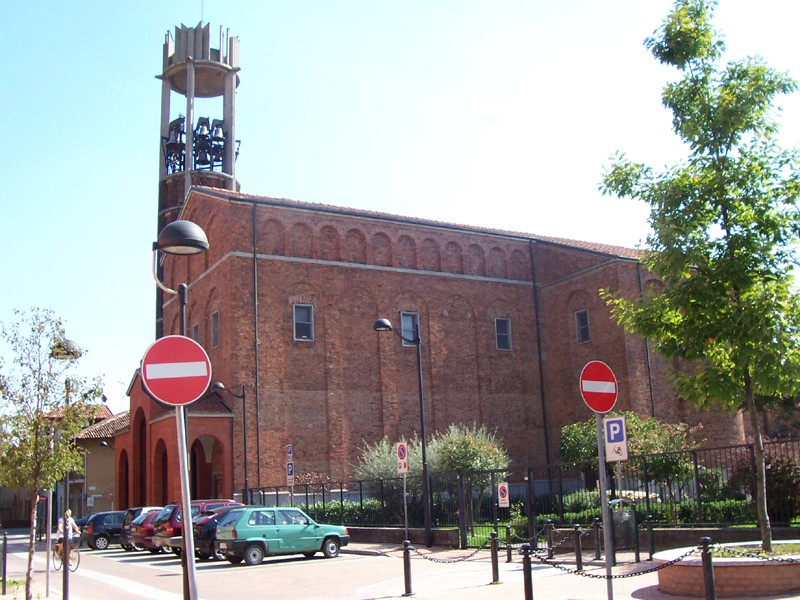
ChiesaParrocchiale di San Martino (Pfarrkirche St. Martin)

Grezzago ist eine Gemeinde mit 3171 Einwohnern (Stand 31. Dezember 2023) in der Metropolitanstadt Mailand, Region Lombardei.
Die Nachbarorte von Grezzago sind Trezzo sull’Adda, Busnago, Trezzano Rosa, Vaprio d’Adda und Pozzo d’Adda.

## Bevölkerungsentwicklung
Grezzago zählt 936 Privathaushalte. Zwischen 1991 und 2001 stieg die Einwohnerzahl von 1628 auf 2090. Dies entspricht einem prozentualen Zuwachs von 28,4 %.